# Stackhousia megaloptera
Stackhousia megaloptera är en benvedsväxtart som beskrevs av F. Müll. Stackhousia megaloptera ingår i släktet Stackhousia och familjen Celastraceae. Inga underarter finns listade.